# Breedsporig graszwartkorstje
Het breedsporig graszwartkorstje (Phyllachora dactylidis) is een schimmel behorend tot de familie Phyllachoraceae. Hij leeft als biotrofe parasiet op grasachtige planten.

## Determinatie
De schimmel heeft stromata van 0,8 tot 2 (–2,5) mm diameter, grijsbruin van kleur en subepidermaal. De stromata bevatten (4–) 8–30 ascomata met onopvallende ostioles. De peritheciën zijn 140–170 µm in diameter en 150-180 µm hoog, met een conische binnenwand in het ostiolar gebied. Het peridium bestaat uit 8–12 lagen sterk afgeplatte cellen met donkerbruine wanden, geleidelijk minder gepigmenteerd naar de vruchtbare holte toe. Interascal weefsel bestaat uit talrijke onvertakte, geleidelijk taps toelopende dunwandige parafysen. Asci zijn cilindrisch, 65–77 × 6–8 µm, met een korte taps toelopende steel en 8-sporig. Ascosporen zijn 8,5–9,5 (–10) × (3–) 3,5–4 µm, ellipsoïdaal tot cilindrisch-ellipsoïdaal, hyaliene en aseptaat, meestal met twee grote olieachtige lichamen.

## Verspreiding
In Nederland komt het breedsporig graszwartkorstje uiterst zeldzaam voor.